# جينتشنغ
جينتشنغ (بالصينية: 晋城市 )‏ هي مدينة على مستوى محافظة، في جمهورية الصين الشعبية، تتبع شانسي، تبلغ مساحتها 9,484 كيلومتر مربع، رمزها البريدي هو 048000.

## المناخ
يظهر الجدول التالي التغييرات المناخية على مدار السنة لجينتشنغ:
| البيانات المناخية لـجينتشنغ                 | البيانات المناخية لـجينتشنغ | البيانات المناخية لـجينتشنغ | البيانات المناخية لـجينتشنغ | البيانات المناخية لـجينتشنغ | البيانات المناخية لـجينتشنغ | البيانات المناخية لـجينتشنغ | البيانات المناخية لـجينتشنغ | البيانات المناخية لـجينتشنغ | البيانات المناخية لـجينتشنغ | البيانات المناخية لـجينتشنغ | البيانات المناخية لـجينتشنغ | البيانات المناخية لـجينتشنغ | البيانات المناخية لـجينتشنغ |
| الشهر                                       | يناير                       | فبراير                      | مارس                        | أبريل                       | مايو                        | يونيو                       | يوليو                       | أغسطس                       | سبتمبر                      | أكتوبر                      | نوفمبر                      | ديسمبر                      | المعدل السنوي               |
| ------------------------------------------- | --------------------------- | --------------------------- | --------------------------- | --------------------------- | --------------------------- | --------------------------- | --------------------------- | --------------------------- | --------------------------- | --------------------------- | --------------------------- | --------------------------- | --------------------------- |
| متوسط درجة الحرارة الكبرى °م (°ف)           | 3.7 (38.7)                  | 6.6 (43.9)                  | 12.1 (53.8)                 | 19.8 (67.6)                 | 24.9 (76.8)                 | 28.6 (83.5)                 | 29.2 (84.6)                 | 27.9 (82.2)                 | 23.9 (75.0)                 | 18.6 (65.5)                 | 11.8 (53.2)                 | 5.6 (42.1)                  | 17.7 (63.9)                 |
| المتوسط اليومي °م (°ف)                      | −2.2 (28.0)                 | 0.7 (33.3)                  | 5.9 (42.6)                  | 13.2 (55.8)                 | 18.6 (65.5)                 | 22.7 (72.9)                 | 24.2 (75.6)                 | 22.8 (73.0)                 | 18.3 (64.9)                 | 12.5 (54.5)                 | 5.6 (42.1)                  | −0.3 (31.5)                 | 11.8 (53.3)                 |
| متوسط درجة الحرارة الصغرى °م (°ف)           | −6.9 (19.6)                 | −4.0 (24.8)                 | 0.8 (33.4)                  | 7.2 (45.0)                  | 12.6 (54.7)                 | 17.1 (62.8)                 | 20.0 (68.0)                 | 18.9 (66.0)                 | 13.9 (57.0)                 | 7.5 (45.5)                  | 0.7 (33.3)                  | −4.9 (23.2)                 | 6.9 (44.4)                  |
| الهطول مم (إنش)                             | 7.4 (0.29)                  | 10.4 (0.41)                 | 22.5 (0.89)                 | 24.5 (0.96)                 | 55.6 (2.19)                 | 72.0 (2.83)                 | 122.9 (4.84)                | 127.9 (5.04)                | 74.3 (2.93)                 | 34.9 (1.37)                 | 17.1 (0.67)                 | 6.4 (0.25)                  | 575.9 (22.67)               |
| متوسط الرطوبة النسبية (%)                   | 53                          | 56                          | 55                          | 54                          | 58                          | 62                          | 75                          | 78                          | 73                          | 65                          | 58                          | 52                          | 62                          |
| المصدر: China Meteorological Administration |                             |                             |                             |                             |                             |                             |                             |                             |                             |                             |                             |                             |                             |

## التقسيمات الإدارية
- Chengqu, Jincheng [الإنجليزية]‏
- Qinshui County [الإنجليزية]‏
- Yangcheng County [الإنجليزية]‏
- Lingchuan County, Shanxi [الإنجليزية]‏
- Zezhou County [الإنجليزية]‏
- قاوبينغ.